# Mechteld Menso Vink
Mechteld Menso Vink (Kesteren, 23 augustus 1924 – 19 oktober 1987) was een Nederlands burgemeester.
Hij ging in augustus 1945 werken bij de gemeente Kesteren en in februari 1953 volgde hij A. Brakel op als gemeentesecretaris van die gemeente. Nadat Dirk Jan Pott, na 25 jaar burgemeester van Kesteren te zijn geweest, met pensioen ging werd Vink in oktober 1985 benoemd tot waarnemend burgemeester van die Gelderse gemeente. Twee jaar later overleed Vink tijdens dat burgemeesterschap op 63-jarige leeftijd aan een hartaanval.